# Glacier Stoppani
Le glacier Stoppani est un glacier de vallée située dans le parc national Alberto de Agostini, sur la grande île de la Terre de Feu, au sud du Chili. Le glacier se déverse de l'épine dorsale de la cordillère Darwin et se termine à environ 12 km de la baie Yendegaia donnant naissance à la rivière Yendegaia (en). Il a été nommé en l'honneur du géologue et paléontologue italien Antonio Stoppani (1824–1891).